# Kalargebergte
Het Kalargebergte of (foutief) Kalarskigebergte (Russisch: Каларский хребет; Kalarski chrebet) is een gebergte binnen het Stanovojplateau in de noordelijke Transbaikal en de Zuid-Siberische gebergtes. Het ligt in het noorden van de Russische kraj Transbaikal en oblast Amoer en is vernoemd naar de Kalarrivier.
Het zuidwestelijke deel van de bergrug tussen de benedenloop van de Kalar en de rivier de Taksima wordt Beneden-Kalar(ski)gebergte (Нижнекаларский хребет; Nizjnekalarski chrebet) genoemd.

## Geografie
Het Kalargebergte strekt zich uit van de Vitim in het zuidwesten tot de Oljokma in het noordoosten. De bergrug heeft een lengte van ongeveer 400 kilometer bij een breedte van 30 tot 50 kilometer. Het grootste deel van het gebergte ligt qua hoogte tussen de 1800 en 2200 meter. De hoogste piek is Skalisty Golets (2519 meter). Binnen het gebergte liggen een aantal uitgedoofde vulkanen, zoals de Akoe. Het is seismisch zeer actief en er komen dan ook regelmatig aardbevingen voor, waarvan de zwaarste plaatsvond nabij de zuidwestelijke punt in 1957 (de Moeja-aardbeving, 7,6 op de schaal van Richter).
Het gebergte is aan noordoostzijde verbonden met het Oedokangebergte ter hoogte van de bovenlopen van de rivieren Tsjina (bovenloop van de Kalar) en Ingamakit. Tussen het Kalargebergte en de Oedokan ligt de Boven-Kalarlaagte. Ten noorden ligt de Tsjaralaagte en ten noorden daarvan de bergketen Kodar en ten zuiden de veel lagere bergketen Jankan.
De bergkam is samengesteld uit graniet en metamorf gesteente. In het westelijke deel zijn de pieken afgevlakt, in het oosten zijn ze spitser (alpiener). Er zijn kleine gletsjers en andere sporen uit eerdere ijstijden zoals trogdalen, keteldalen en moreneruggen. De belangrijkste landschappen  bestaan uit bergtaiga, geïsoleerde bostoendra (voor-goltsy open bosgebied; предгольцовые редколесья) en goltsy. In het gebergte zijn koperertsafzettingen aangetroffen.
Op de hellingen van de bergkam groeien lariksbossen en op de toppen bergtoendra afgewisseld door rotsen.

## Geschiedenis
De bergkam werd ontdekt en voor het eerst beschreven door topograaf Arseni Oesoltsev tijdens een expeditie in 1857 langs de rechteroever van de Kalarrivier. Oesoltsev schatte de lengte van het gebergte op ongeveer 350 kilometer en beschreef de keten van rotsachtige toppen van de bergkam, waarvan de hoogste langs de bovenloop van de rivier liggen.
Met de aanleg van de BAM ten noorden en verder naar het oosten dwars door het gebergte in de jaren 1980 is de bergketen toegankelijker geworden voor het toerisme.